# 12 758 (nombre)
12 758 (douze mille sept cent cinquante-huit) est l'entier naturel qui suit 12 757 et qui précède 12 759.

## Propriétés
12 758 est le plus grand nombre entier positif qui ne puisse pas être représenté comme une somme de cubes distincts.
Il existe en tout 2 788 entiers positifs possédant cette propriété (suite A001476 de l'OEIS).
Dans un registre similaire, il existe 31 entiers naturels non nuls qui ne peuvent pas être représentés comme une somme de carrés distincts (suite  A001422), le plus grand étant 128.

## Note et référence
1. ↑  (en) David Wells, The Penguin Dictionary of Curious and Interesting Numbers (en), 1986  (ISBN 978-0-14-008029-2).